# コンスタンティノ・ブルミディ

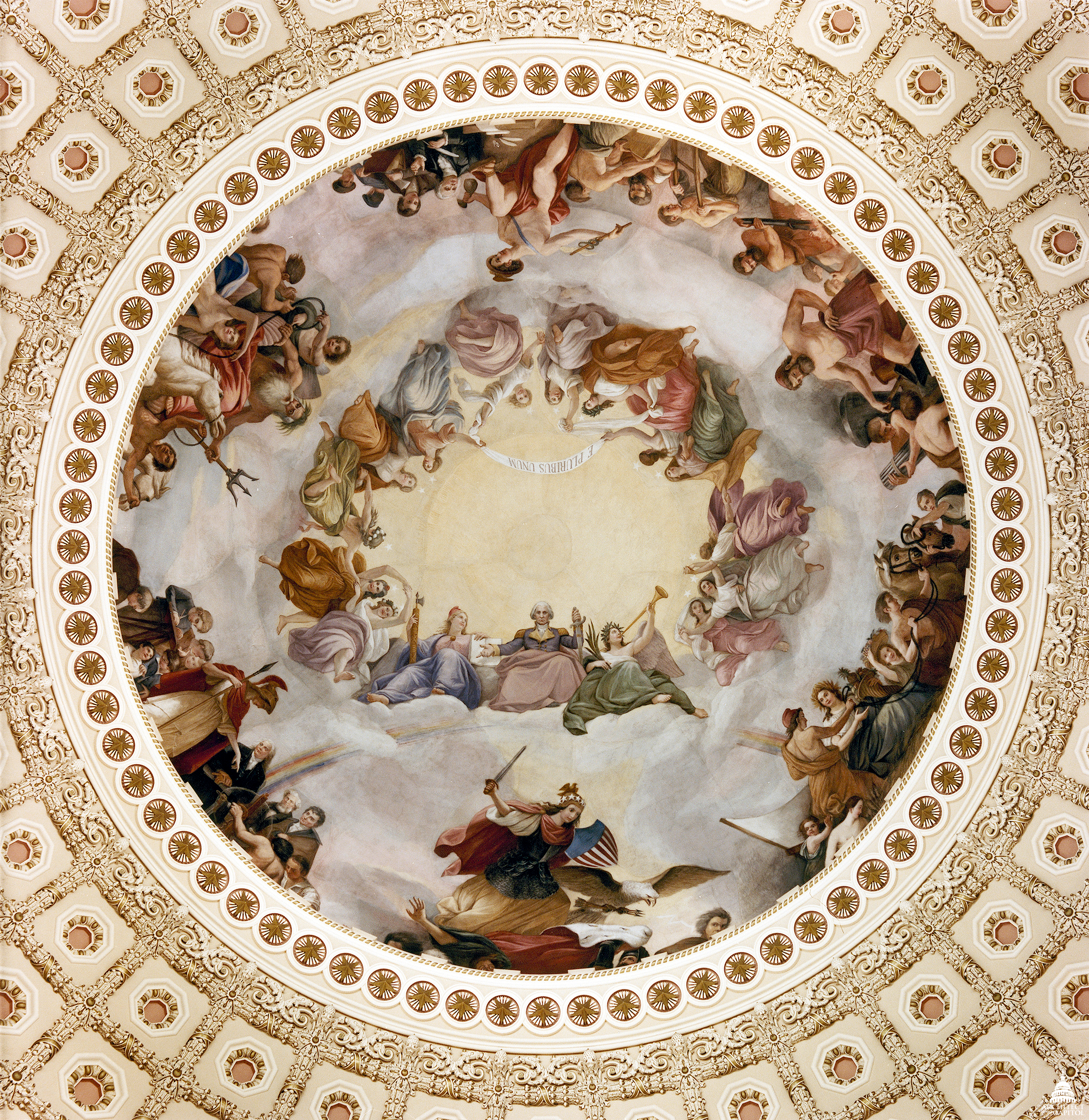
コンスタンティノ・ブルミディ作『ワシントンの神格化』（1865）

コンスタンティノ・ブルミディ（Constantino Brumidi、1805年7月26日 - 1880年2月19日）は、イタリア生まれの画家である。1850年にアメリカ合衆国に帰化した。ワシントンD.C.のアメリカ合衆国議会議事堂の天井画、『ワシントンの神格化』を描いたことで知られている。

## 略歴
ローマで生まれた。父親はギリシャのペロポネソス半島のフィリアトラ（Filiatra）出身のギリシャ人で、母親はイタリア人であった。早くから芸術的な才能を示し、彫刻家のベルテル・トルバルセンやアントニオ・カノーヴァ、画家のヴィンチェンツォ・カムッチーニなどのもとで修行した。ローマの貴族トルローニャ家（Torlonia）の宮殿やローマ教皇グレゴリウス16世 からの注文で装飾画を描いたとされる。
1848年のフランス二月革命の影響で1848年11月にローマ共和国が樹立され、1949年にはフランス軍のローマ占領によって瓦解した後、アメリカ合衆国に移住し、1852年にアメリカの市民権を得た。ニューヨークに住み、肖像画家として働いた。
1854年にメキシコシティの聖堂の祭壇画として寓意画を描き、その後ニューヨークの教会（Church of Our Lady of the Scapular–St. Stephen）の祭壇画や壁画も描いた。1850年代にワシントンを訪れ、国会議事堂の拡張工事のドームなどの建設を監督していたモンゴメリー・C・メイグス（Montgomery C. Meigs）に紹介され、日当の契約を結び、最初、農業委員会の会議室の装飾画を描き好評を得た。追加の注文を受けて、議事堂の『ワシントンの神格化』などを含むアメリカの歴史に題材をとった装飾画を描いた。国会議事堂の拡張工事はブルミディの没後も続き、ブルミディのデザインでフィリッポ・コスタジーニ（Filippo Costaggini: 1839–1904）らによって装飾画が描かれた。 
その他に、フィラデルフィアやボルチモア、ワシントンの教会の装飾画やメリーランド州フレデリックにあるアメリカ合衆国国家歴史登録財に指定された邸宅サロード（Saleaudo）のエントランスホールの装飾画も描いた。
1880年にワシントンで没した。2008年になって、議会でブルミディを顕彰するために議会名誉黄金勲章を授与する法案が可決され、ジョージ・W・ブッシュ大統領がそれに署名した.。

## 作品

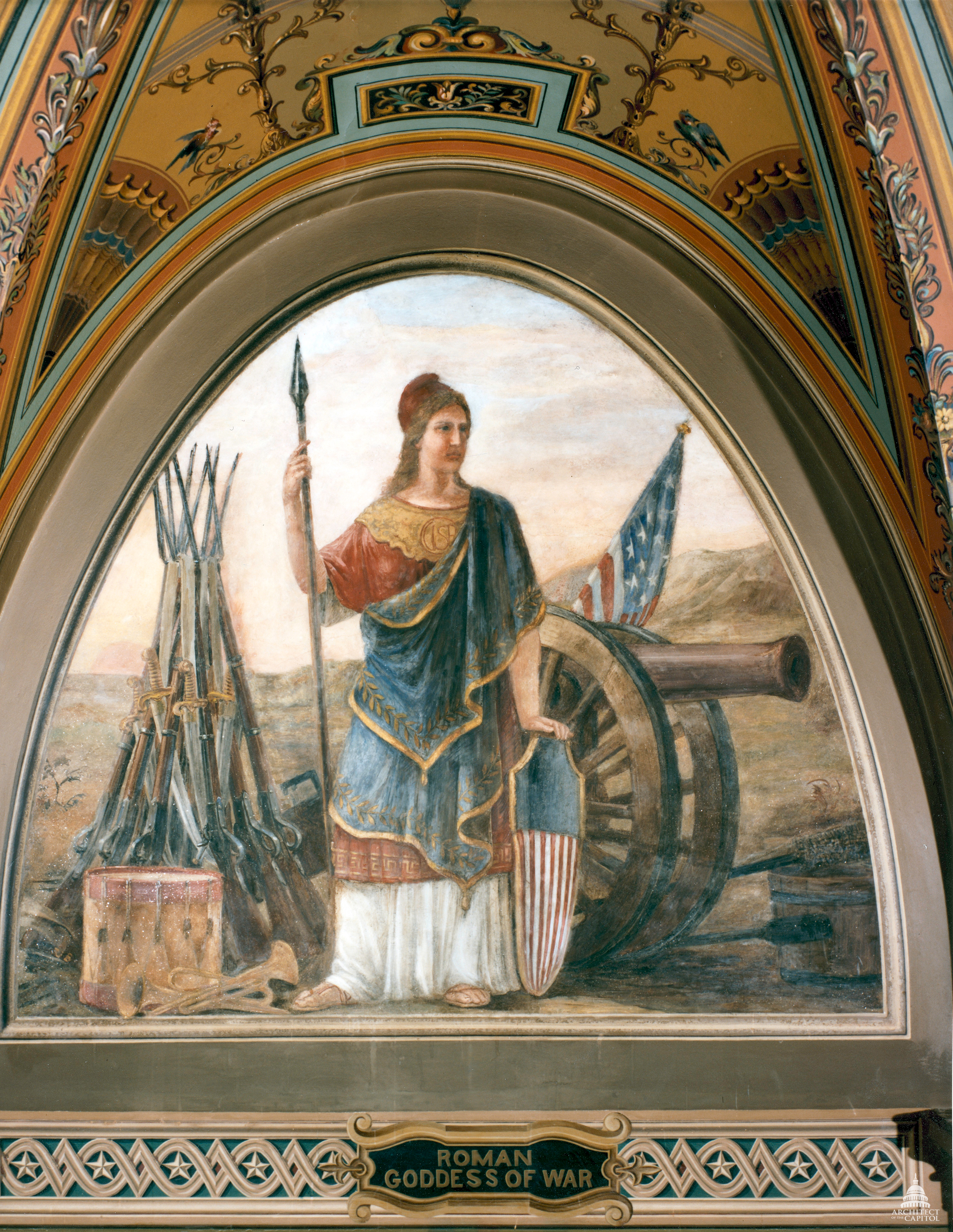
アメリカ合衆国議会議事堂の装飾画
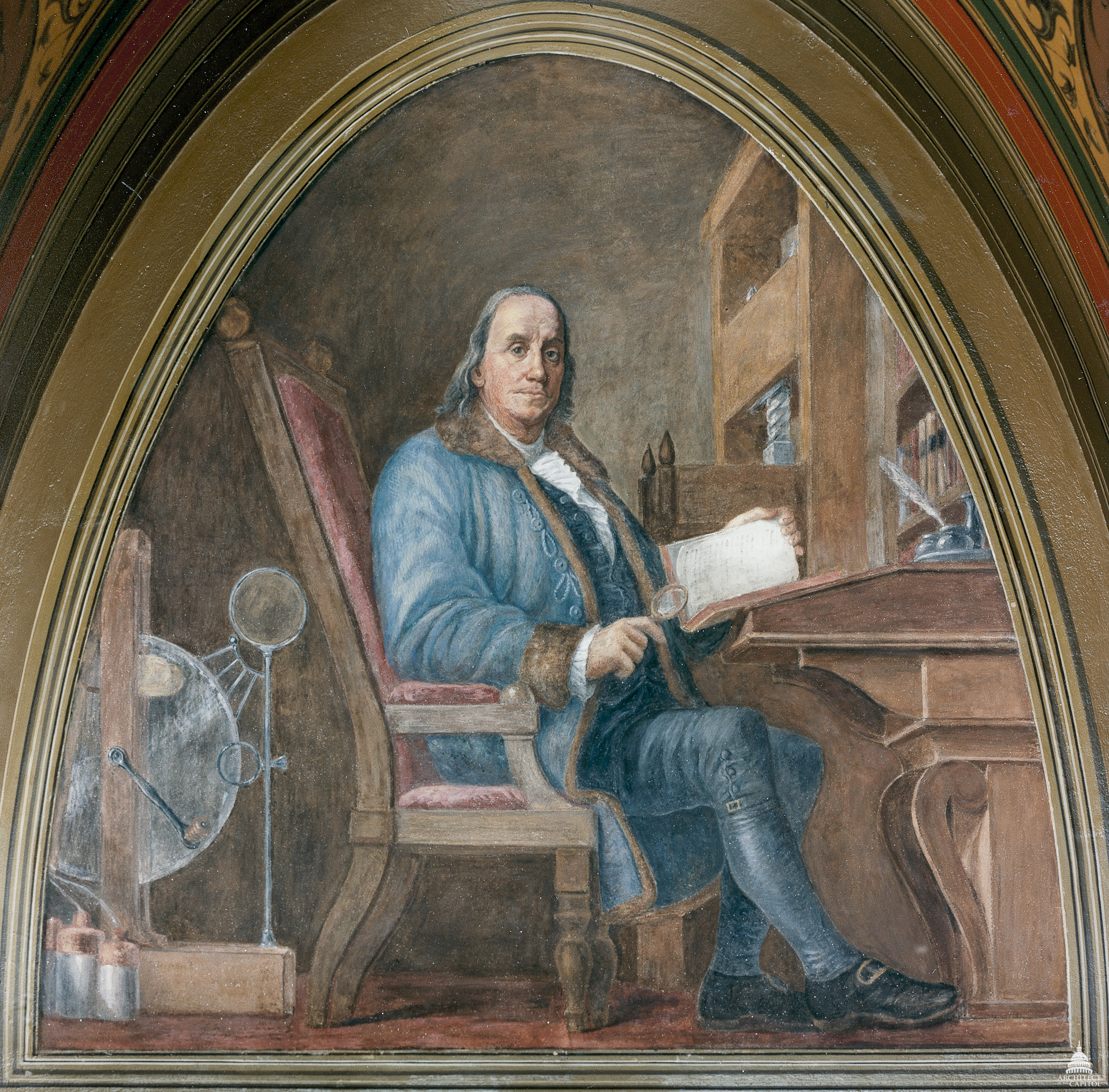
アメリカ合衆国議会議事堂の装飾画「ベンジャミン・フランクリン」
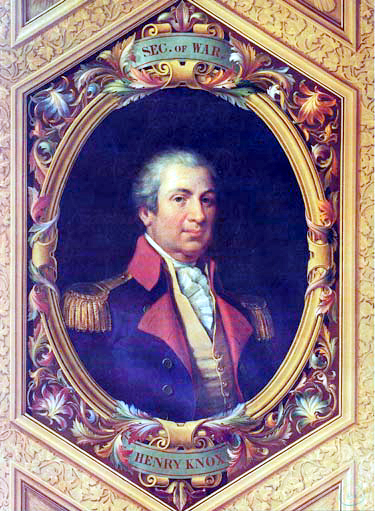
アメリカ合衆国議会議事堂の装飾画「ヘンリー・ノックス」
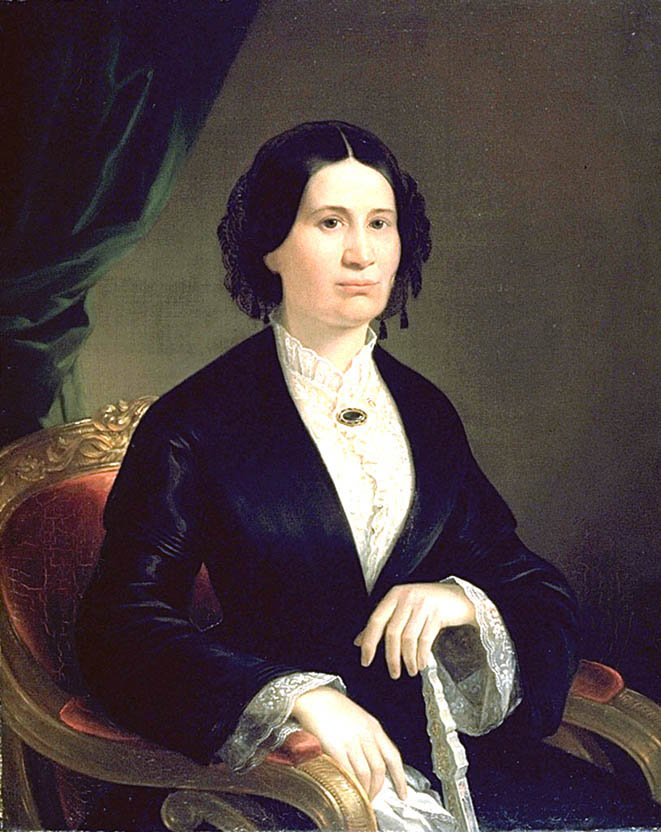
肖像画(1852)